# فهرست ایرانی آمریکایی‌ها
در زیر فهرستی از ایرانیان مقیم آمریکا که سرشناس و برجسته هستند می‌آید:

## کسب‌وکار
- سالار کمانگر، مدیرعامل سابق یوتیوب
- آوید مجتبایی
- امید کردستانی، رئیس اجرایی سابق و عضو هیئت مدیره توییتر[۱]
- انوشه انصاری، اولین زن گردشگر فضایی[۲]
- سینا تمدن، معاون سابق امور برنامه‌های کاربردی در شرکت اپل[۳]
- پیر امیدیار، مؤسس ای‌بِی
- بیژن داوری، معاون ارشد شرکت آی‌بی‌ام
- فرزاد ناظم، معاون ارشد فناوری در شرکت یاهو تا ژوئن سال ۲۰۰۷[۴]
- علی پرتوی
- هادی پرتوی
- آرش فردوسی، یکی از دو بنیان‌گذار دراپ باکس
- دارا خسروشاهی، مدیر عامل اجرایی اوبر
- حسین اسلامبلچی، مدیر ارشد فناوری ای تی اند تی
- ناصر جبلی، برنامه‌نویس و سازنده بازی‌های رایانه‌ای
- دارا خسروشاهی، بیزنس من ایرانی آمریکایی و مدیر ارشد اجرایی شرکت اوبر
- اسحاق لاریان، میلیاردر ایرانی ـ آمریکایی یهودی
- خانواده معراج، خانواده بازرگان ایرانی یهودی‌تبار مقیم شهرستان اورنج، کالیفرنیا
- سام نظریان، بنیان‌گذار و مدیر عامل شرکت SBE Entertainment Group
- حمید اخوان
- الکس مهر و شایان زاده، مؤسسین زوسک[۵]
- کامران الهیان، ریاست هیئت مدیره گلوبال کتلیست پارتنرز
- شروین پیشه‌ور
- سیاوش الموتی

## دانشگاهیان و فناوران

### مهندسی
- فرنام جهانیان، رئیس دانشگاه کارنگی ملون
- رحمت‌الله شورشی، رئیس دانشگاه ایالتی پورتلند
- رابرت مهرابیان، رئیس سابق دانشگاه کارنگی ملون
- لطفی علی‌عسکرزاده (لطفی زاده)، پدر منطق فازی
- فریناز کوشانفر، استاد دانشگاه رایس
- علی خادم‌حسینی، استاد مهندسی زیستی دانشگاه کالیفرنیای جنوبی
- مونا جراحی، استاد دانشگاه میشیگان،
- همایون سراجی محقق برجسته روباتیک در ناسا و استاد سابق دانشکده مهندسی برق دانشگاه صنعتی شریف[۶]
- محمد شاهیده پور، رئیس دانشکدهٔ مهندسی برق مؤسسه فناوری ایلینوی[۷]
- یحیی رحمت سمیعی، رئیس سابق دانشکدهٔ مهندسی برق دانشگاه کالیفرنیا در لس آنجلس[۸] و مدیر آزمایشگاه تحقیقات، تحلیل و اندازه‌گیری آنتن (ARAM) یو سی ال ای[۹]
- بهزاد رضوی، استاد برجسته مدارهای آنالوگ دانشگاه کالیفرنیا در لس آنجلس[۱۰]
- همایون سراجی محقق برجسته روباتیک در ناسا و استاد سابق دانشکده مهندسی برق دانشگاه صنعتی شریف[۶]
- منیژه رازقی، ریاست مرکز تجهیزات کوانتمی، دانشگاه نورث وسترن.[۱۱]
- قوام شهیدی، فلوی IEEE، فلوی IBM و مدیر سابق توسعه منطقی کیفیت بالای میکروالکترونیک IBM[۱۲][۱۳]
- نریمان فروردین رئیس مؤسسه فناوری استیونز
- نادر انقطاع استاد دانشگاه پنسیلوانیا
- علی حاجی میری استاد مؤسسه فناوری کالیفرنیا
- کمال سرابندی استاد دانشگاه میشیگان و مدیر گروه دانشکده برق
- وحید تارخ استاد دانشگاه هاروارد و MIT محقق برتر مؤسسه تحقیقاتی BELL
- بابک پرویز، نایب رئیس آمازون.کام استاد وابسته مهندسی برق دانشگاه واشینگتن[۱۴]
- فضل‌الله رضا استاد سایبرنتیکس
- فیروز نادری (مدیر پروژهٔ مریخ‌نورد ناسا)[۱۵]
- ابوالقاسم غفاری
- علی خادم‌حسنی، یک دانشمند در زمینه مهندسی پزشکی، زیست‌شناسی مواد و مهندسی بافت
- کاوه پهلوان، استاد دانشگاه مهندسی برق و رایانه، استاد علوم رایانه، و مؤسس و مدیر مرکز مطالعات شبکه‌های اطلاعات بی‌سیم، در مؤسسهٔ پلی‌تکنیک ورچستر
- بهرام ناصرشریف رئیس کالج مهندسی دانشگاه رودآیلند[۱۶]
- سروش سروشیان استاد مهندسی محیط زیست و عمران و مدیر مرکز هیدرومتئورولوژی و سنجش از راه دور دانشگاه کالیفرنیا در ارواین[۱۷]
- عبدالحسن آستانه اصل (استاد دانشگاه برکلی و محقق چگونگی ریزش برجهای دوقلو در حادثه ۱۱ سپتامبر)[۱۸]
- پرویز معین، استاد مهندسی مکانیک سیالات دانشگاه استنفورد
- پاتریسیا مختاریان، ریاست آموزشی مؤسسه مطالعات حمل و نقل، دانشگاه کالیفرنیا در دیویس.[۱۹]
- جمال یعقوبی، استاد مؤسسه پلی‌تکنیک ووستر
- علی جدبابایی، رئیس دانشکده مهندسی عمران و محیط زیست مؤسسه فناوری ماساچوست
- پیمان حیدری، استاد مهندسی برق دانشگاه کالیفرنیا، ارواین

### علوم پایه
- مریم میرزا خانی، ریاضی‌دان و استاد دانشگاه استنفورد و برنده مدال فیلدز.[۲۰]
- دکتر منصور مرتضوی فیزیک‌دان و استاد دانشگاه آرکانزاس در پاین بلاف و از پژوهشگران برجسته در زمینه لیزر و نانوفناوری.
- علی جوان، فیزیکدان، مخترع لیزر گازی، استاد بازنشسته فیزیک مؤسسه فناوری ماساچوست
- کامران وفا، استاد فیزیک دانشگاه هاروارد
- نیما ارکانی‌حامد، فیزیکدان دانشگاه هاروارد
- بهرام مشحون، فیزیکدان دانشگاه میزوری در کلمبیا
- فیروز پرتوی اولین رئیس دانشکده فیزیک دانشگاه صنعتی آریامهر
- علی یزدانی استاد فیزیک دانشگاه پرینستون
- شهریار افشار فیزیکدان و کارآفرین ایرانی-آمریکایی
- سیمین نیکبین می‌دانی، نایب پرووست پژوهشی دانشگاه تافتس[۲۱]
- سبا ولدخان دانشمند برجسته زیست‌شناسی مولکولی
- علیرضا مشاقی بیوفیزیک دان و چشم‌پزشک برجسته در دانشگاه هاروارد
- پردیس ثابتی، استاد دانشگاه هاروارد
- رضا طاهری، محقق برجسته هوش مصنوعی دانشگاه هاروارد

### علوم انسانی
- احسان یارشاطر[۲۲] مورخ و مولف
- وارتان گریگوریان، رئیس بنیاد کارنگی و رئیس سابق دانشگاه براون
- ولی نصر، رئیس مدرسه روابط بین‌الملل دانشگاه جانز هاپکینز
- عباس علیزاده استاد باستان‌شناسی پیش از تاریخ ایران در مؤسسه شرق‌شناسی دانشگاه شیکاگو
- سید حسین مدرسی طباطبایی، استاد مطالعات خاور نزدیک دانشگاه پرینستون
- محسن کدیور، استاد مدعو فلسفه اسلامی دانشگاه دوک
- علی محمدی، رئیس دانشکده باستان‌شناسی دانشگاه هاروارد[نیازمند منبع]
- مارک زندی، اقتصاددان برجسته آمریکایی و مؤسس وبگاه اقتصادیEconomy.com.[۲۳]
- لاله بختیار اسلام‌شناس و قرآن‌شناس
- فرهنگ هلاکوئی مدیر مرکز بهزیستی بورلی هیلز
- عبدالکریم سروش نواندیش دینی، نظریه‌پرداز
- حمید دباشی استاد دانشگاه کلمبیا
- شائول بخاش استاد زبان و فرهنگ پارسی در دانشگاه جرج میسون آمریکا
- هوشنگ شهابی استاد تاریخ و روابط بین‌الملل در دانشگاه بوستون
- تورج دریایی استاد دانشگاه در رشته تاریخ ایران و جوامع پارسی‌زبان و از اعضای هیئت مدیره مرکز مطالعات ایرانی دکتر سموئل در دانشگاه کالیفرنیا
- هاله اسفندیاری پژوهشگر ایرانی-آمریکایی و مدیر بخش مطالعات خاورمیانه مؤسسه غیردولتی وودرو ویلسون در شهر واشینگتن
- احمد کریمی حکاک نویسنده، مترجم و پژوهشگر ادبی، با درجه استادی در دانشگاه مریلند
- عباس میلانی مورخ، ایران‌شناس و نویسنده و مدیر برنامهٔ مطالعات ایرانی در دانشگاه استنفورد
- جان قزوینیان نویسنده، مورخ و روزنامه‌نگار پیشین. دانشیار مرکز خاورمیانه در دانشگاه پنسیلوانیا
- حمید مولانا مؤسس و استاد دانشکده ارتباطات دانشگاه امریکن دی سی واشینگتن
- نوریل روبینی اقتصاددان و استاد دانشگاه نیویورک
- دورین گران‌پیشه روان‌شناس بالینی ایرانی-آمریکایی
- کیوان دراوی اقتصاددان در دانشگاه آبرن در مونتگومری

### علوم پزشکی
- شهلا مسعود، محقق[۲۴] و رئیس گروه بیماری‌شناسی دانشگاه فلوریدا[۲۵]
- روشن باستانی، ریاست پژوهشی دانشکده بهداشت دانشگاه کالیفرنیا در لس آنجلس[۲۶]
- بهمن امامی، گروه Radiation Oncology دانشگاه لویولا[۲۷]
- علی ناجی، ریاست مرکز پیوند کبد و کلیه دانشگاه پنسیلوانیا[۲۸]
- عبدالمحمد رستمی، ریاست دانشکده عصب‌شناسی دانشگاه توماس جفرسون[۲۹]
- رضا حکاک، استاد تغذیه، و رئیس مبحث علوم پزشکی دانشگاه آرکانزاس
- فرهاد معمارزاده، ریاست بخش منابع فنی موسسات ملی بهداشت ایالات متحده آمریکا[۳۰]
- محمد کیان سلاجقه، متخصص مغز و اعصاب، فوق تخصص عصب و عضله، محقق و استادیار نورولوژی دانشگاه پزشکی هاروارد بایگانی‌شده  در ۱۶ مه ۲۰۱۵ توسط Wayback Machine، ریاست بخش نورولوژی بیمارستان زنان برایمن
- سام پرنیا، متخصص مطالعات علمی مربوط به مرگ و تجربه نزدیک مرگ[۳۱]
- عباس علوی، عضو هیئت علمی و رئیس بخش پزشکی هسته‌ای دانشگاه پنسیلوانیا
- غلام‌علی پیمان، چشم‌پزشک، برنده مدال ملی علم و فناوری
- دیوید صمدی

## سینما
- بهروز وثوقی
- فرهاد صفی‌نیا (کارگردان؛ فیلم‌نامه‌نویس؛ بازیگر)
- امید ابطحی (بازیگر)
- شهره آغداشلو (بازیگر)
- جاناتان آهدوت (بازیگر)
- رضا بدیعی (کارگردان)
- کاترین بل (بازیگر)
- نازنین بنیادی (بازیگر)
- نادیا بیورلین (بازیگر)
- ادریان کیوان پاسدار (بازیگر)
- نسیم پدراد (بازیگر)
- مازیار پرتو (کارگردان، مدیر فیلم‌برداری)
- مسی تاجدین (فیلمنامه‌نویس)
- مازیار جبرانی (بازیگر)
- نهناتچکا خان (نویسنده و تهیه‌کننده)
- مارکو خانلیان (بازیگر، بدل‌کار)
- دومنیک رینس (بازیگر)
- مرجان ساتراپی (نویسنده، کارگردان، انیماتور)
- بهار سومخ (بازیگر)
- سارا شاهی (بازیگر)
- یارا شهیدی (بازیگر)
- شان طوب (بازیگر)
- شیوا رز قریب افشار (بازیگر)
- ویدا قهرمانی (بازیگر)
- سیروس کار (کارگردان)
- کامشاد کوشان (نویسنده، کارگردان و بازیگر)
- مژان مارنو (بازیگر)
- کیوان زند (بازیگر)
- امیر نادری (فیلمنامه‌نویس، کارگردان)
- شیرین نشاط (کارگردان)
- سیروس نورسته (فیلمنامه‌نویس، کارگردان)
- کوین همدانی (کارگردان)
- باب یاری (تهیه‌کننده)
- رزی ملک یونان (بازیگر، کارگردان، نویسنده)
- رضا عبده (کارگردان)
- ری آقایان (طراح صحنه)
- مکس امینی
- رایکا زهتابچی (کارگردان، برنده جایزه اسکار)

- سپیده معافی (بازیگر)

## مُد
- بیژن پاکزاد (سازندهٔ عطر و طراح لباس)[۳۲]
- بهناز صراف‌پور، طراح لباس
- کیوان زند، مدل
- رامونا امیری، مدل ایرانی-آمریکایی

## سیاست
- استفانی بایس، نماینده حوزه ۵ام کنگره‌ای اکلاهما در مجلس نمایندگان ایالات متحده آمریکا، نخستین ایرانی آمریکایی انتخاب شده به کنگره ایالات متحده
- فریار شیرزاد، معاون وزارت بازرگانی آمریکا و دستیار ریاست جمهوری آمریکا در کاخ سفید
- گلی عامری، مدیر کل (معاونت وزیر) امور آموزشی و فرهنگی وزارت امور خارجه ایالات متحده آمریکا.[۳۳]
- جیمی دلشاد، شهردار بورلی هیلز[۳۴] در کالیفرنیا از سال ۲۰۰۳ تا ۲۰۱۱
- راس میرکریمی، عضو هیئت ناظر در شورای شهری سانفرانسیسکو[۳۵]
- سوزان اعتضادی، قاضی ارشد دادگاه عالی شهرستان سان ماتئو در کالیفرنیا[۳۶]
- شیلا مشکین هنسون، قاضی ارشد دادگاه عالی شهرستان آرنج در کالیفرنیا[۳۷]
- هوشنگ انصاری، از مؤسسین مؤسسه جیمز بیکر
- سیروس امیرمکری دستیار وزیر خزانه‌داری ایالات متحده آمریکا در زمینه موسسه‌های مالی و عضو هیئت مدیره بانک ملی تعاونی مصرف‌کنندگان آمریکا.
- سیروس حبیب، حقوق‌دان، سیاست‌مدار.
- مایک کرباسچی، رئیس شورای شهر فرزنو در کالیفورنیا
- محمدعلی الهی
- مارک زندی اقتصاددان، مشاور وزیر دفاع آمریکا
- فریال گواشیری، دستیار مخصوص سابق رئیس‌جمهور ایالات متحده
- بیژن کیان، عضو سابق هیئت مدیره بانک صادرات واردات ایالات متحده
- ری تکیه، مقام سابق وزارت امور خارجه آمریکا
- سحر نوروززاده، سخنگوی سابق وزارت امور خارجه آمریکا
- مجید رفیع‌زاده

## رسانه‌ها
- کریستین امانپور، گوینده ارشد شبکه سی‌ان‌ان
- برزو درگاهی، خبرنگار روزنامه ایندیپندنت، نامزد جایزه پولیتزر در سال‌های ۲۰۰۵، ۲۰۰۷ و ۲۰۱۰
- فرناز فصیحی، معاون بخش اخبار آفریقا و خاورمیانهٔ روزنامهٔ وال استریت ژورنال
- رودابه بختیار، از مجریان خبری در سی‌ان‌ان[۳۸]
- داور اردلان، از تهیه‌کنندگان رادیوی عمومی ملی
- لونا شاد، گوینده برنامه شباهنگ بخش فارسی صدای آمریکا
- نگارمحمدی، مجری گوینده خبر بخش فارسی صدای آمریکا
- هومن مجد
- رکسانا صابری
- پریسا خسروی
- علیرضا امیرقاسمی اولین کارگردان موزیک ویدئو در بین خوانندگان ایرانی، تولیدکننده شوهای نوروزی و مؤسس شبکه PBC
- نورم زاده، بنیان‌گذار مجله پرفکت ۱۰
- سیما ضرغامی، رئیس سابق شبکه نیکلودین[۳۹]

## ادبیات
- رضا اصلان
- رضا نگارستانی
- آذر نفیسی
- احمد کریمی حکاک
- رؤیا حکاکیان، نویسنده و گزارشگر یهودی.
- رُزی ملک‌یونان بازیگر، کارگردان، نویسنده، هنرمند و فعال حقوق بشر آشوری‌تبار ایرانی.
- شهرنوش پارسی‌پور داستان‌نویس و مترجم ایرانی.
- مهبد سراجی، نویسنده کتاب پشت‌بام‌های تهران.

## موسیقی
- شادمهر عقیلی، خواننده، آهنگساز، تنظیم کننده، نوازنده، بازیگر
- گوگوش، خواننده
- ابی، خواننده
- شهرام شب‌پره:خواننده، ترانه‌سرا، آهنگساز و بازیگر
- صادق نوجوکی، موسیقیدان، آهنگساز و رهبر ارکستر
- منوچهر چشم آذر، آهنگساز و تنظیم‌کننده
- دیپ دیش[۴۰]
- بوداهد
- لیلی افشار، نوازنده گیتار کلاسیک
- داریوش اقبالی، خواننده
- نصرالله معین، خواننده
- شکیلا، خواننده
- سیاوش قمیشی، خواننده و آهنگساز
- شهره صولتی، خواننده و بازیگر
- رضا روحانی، آهنگساز
- منصور، خواننده
- اندی، خواننده
- پویا جلیلی پور، خواننده
- بیژن مرتضوی، آهنگساز، تنظیم کننده، نوازنده، خواننده و مهندس معماری شهری
- ساسی، خواننده و آهنگساز در لس آنجلس
- شهاب تیام، خواننده و آهنگساز
- شهبال شب‌پره:پایه‌گذار گروه بلک کتس

لیلا فروهر
نوش آفرین

## معماری
- نادر خلیلی
- داریوش بوربور
- مهرداد یزدانی
- گیسو و مژگان حریری
- محسن مصطفوی، ریاست مدرسهٔ عالی طراحی دانشگاه هاروارد

## هنر
- منوچهر یکتایی، نقاش
- منیر شاهرودی-فرمانفرماییان، نقاش

## ورزش
- آلکس آغاسی (۱۳۰۱–۱۳۸۶)، بازیکن فوتبال آمریکایی با تبار آشوری و ارمنی
- علی عبده (۱۳۰۳–۱۳۵۸)، بوکسور و بنیان‌گذار باشگاه پرسپولیس
- افشین قطبی، مربی فوتبال
- شیخ آهنین، حسین خسرو علی وزیری، کشتی‌گیر حرفه‌ای با تبار عرب
- امانوئل آغاسی، بوکسور با تبار آشوری و ارمنی
- آندره آغاسی، قهرمان تنیس
- شان دیوری، کشتی‌گیر حرفه‌ای
- آریا دیوری، کشتی‌گیر حرفه‌ای
- تورج هوشمندزاده مشهور به تی جی، بازیکن حرفه‌ای لیگ فوتبال آمریکایی ان اف ال آمریکا
- محمد خاکپور، مربی فوتبال و مدیر باشگاه KFC
- ایمان حاجی هاشمی، کاپیتان اسبق تیم ملی جوجیتسو ایران و مربی تیم ملی ایالات متحده آمریکا از ابتدای سال ۲۰۱۷
- آنتونیو اسفندیاری، پوکرباز
- استیون بیت‌آشور، بازیکن فوتبال